# Tour Championship de 2020
El Tour Championship de 2020 (conocido en inglés y por motivos de patrocinio como 2020 Coral Tour Championship) fue un torneo de snooker, profesional y de ranking, que se celebró en el Marshall Arena de la ciudad inglesa de Milton Keynes entre el 20 y el 26 de junio. Organizado por el World Snooker Tour, fue la segunda edición del Tour Championship y la tercera y última cita de la Coral Cup. Fue, asimismo, el decimosexto y penúltimo torneo de ranking de la temporada 2019-20 de snooker, después del Abierto de Gibraltar y antes del Campeonato Mundial.
Stephen Maguire, que se impuso (10-6) a Mark Allen en la final, se proclamó campeón del torneo.

## Resultados

### Cuadro del torneo
Entre paréntesis, se indica el puesto en el que accedieron al torneo los jugadores. Recalcado en negrita figura el ganador de cada partido:
|  | cuartos de final (mejor de 17) | cuartos de final (mejor de 17) |                 |    | semifinales (mejor de 17) | semifinales (mejor de 17) |  |  | final (mejor de 19) | final (mejor de 19) |
|  |                                |                                |                 |    |                           |                           |  |  |                     |                     |
|  |                                |                                |                 |    |                           |                           |  |  |                     |                     |
|  |                                |                                |                 |    |                           |                           |  |  |                     |                     |
|  | Judd Trump (1)                 | 9                              |                 |    |                           |                           |  |  |                     |                     |
|  | Judd Trump (1)                 | 9                              |                 |    |                           |                           |  |  |                     |                     |
|  | John Higgins (8)               | 4                              |                 |    |                           |                           |  |  |                     |                     |
|  | John Higgins (8)               | 4                              | Judd Trump (1)  | 6  |                           |                           |  |  |                     |                     |
|  |                                |                                | Judd Trump (1)  | 6  |                           |                           |  |  |                     |                     |
|  |                                | Stephen Maguire                | 9               |    |                           |                           |  |  |                     |                     |
|  | Neil Robertson (4)             | Stephen Maguire                | 9               | 5  |                           |                           |  |  |                     |                     |
|  | Neil Robertson (4)             |                                |                 | 5  |                           |                           |  |  |                     |                     |
|  | Stephen Maguire                | 9                              |                 |    |                           |                           |  |  |                     |                     |
|  | Stephen Maguire                | 9                              | Stephen Maguire | 10 |                           |                           |  |  |                     |                     |
|  |                                |                                | Stephen Maguire | 10 |                           |                           |  |  |                     |                     |
|  |                                | Mark Allen (7)                 | 6               |    |                           |                           |  |  |                     |                     |
|  | Mark Selby (3)                 | Mark Allen (7)                 | 6               | 9  |                           |                           |  |  |                     |                     |
|  | Mark Selby (3)                 |                                |                 | 9  |                           |                           |  |  |                     |                     |
|  | Yan Bingtao (6)                | 6                              |                 |    |                           |                           |  |  |                     |                     |
|  | Yan Bingtao (6)                | 6                              | Mark Selby (3)  | 2  |                           |                           |  |  |                     |                     |
|  |                                |                                | Mark Selby (3)  | 2  |                           |                           |  |  |                     |                     |
|  |                                | Mark Allen (7)                 | 9               |    |                           |                           |  |  |                     |                     |
|  | Shaun Murphy (2)               | Mark Allen (7)                 | 9               | 8  |                           |                           |  |  |                     |                     |
|  | Shaun Murphy (2)               |                                |                 | 8  |                           |                           |  |  |                     |                     |
|  | Mark Allen (7)                 | 9                              |                 |    |                           |                           |  |  |                     |                     |
|  | Mark Allen (7)                 | 9                              |                 |    |                           |                           |  |  |                     |                     |

## Centenas
Durante el torneo, los jugadores consiguieron amasar un total de veintidós centenas. Stephen Maguire hiló la más alta, un 139 en la novena mesa de la final. Estas fueron todas las del torneo:
- 139, 135, 132, 117, 115, 111, 108, 103 — Stephen Maguire
- 135 — Judd Trump
- 131, 117, 116, 110, 100, 100 — Shaun Murphy
- 125, 107, 100 — Mark Allen
- 119, 105 — Mark Selby
- 103, 100 — Neil Robertson